# Nekresi
Nekresi (en georgiano: ნეკრესი, nɛk'rɛsɪ) es una ciudad histórica y actual monasterio ortodoxo ubicado en la región de Kajetia, municipio Kvareli, Georgia. Se encuentra cerca del pueblo de Schilda, al este de Telawi.

## Historia
La ciudad fue establecida por el rey Parnadjom de Iberia (alrededor de los siglos II-I a. C.). En el siglo IV d. C., el rey Trdat de Iberia construyó una iglesia en este lugar. Esta iglesia se convirtió en un refugio para uno de los padres asirios, Abibus, a fines del siglo VI. Alrededor de este tiempo se estableció la Diócesis de Nekresi, que existió hasta el siglo XIX.
La ciudad de Nekresi se convirtió en un lugar importante no solo en la Iberia georgiana, sino en todo el este del Cáucaso. Desde este punto estratégico, los reyes ibéricos pudieron gobernar fácilmente los territorios de las tierras altas del Cáucaso oriental. Nekresi fue un centro de educación y algunos monjes eran también hagiógrafos.
El complejo del monasterio de Nekresi se encuentra en una cresta y consta de varias iglesias y otros edificios monásticos.  El edificio más antiguo del monasterio, la basílica pequeña del siglo IV es también una de las iglesias más antiguas que existen en Georgia. En el siglo VIII se construyó una nueva iglesia con cúpula.
El monasterio no es accesible para los visitantes. El complejo también alberga un palacio de dos pisos para el obispo de Nekresi. El palacio data del siglo VIII-IX. En el siglo XVI se construyó en el monasterio una torre.